# Vaqueros de Ixtlán
El Club Vaqueros de Ameca fue un equipo de fútbol de la Segunda división mexicana y tenía su sede en la ciudad de Ameca, Jalisco, México. Optó por no participar en la temporada 2014-2015 de la Segunda División, aunque continuó con su participación en la Tercera División durante unos años más hasta dejar las canchas en 2018.

## Historia
El equipo consiguió ser campeón de la Tercera División Mexicana (Temporada 2010-2011), logrando el primer campeonato en su historia y ascendiendo a la Segunda División Mexicana, venciendo en la final a Santos Casino con global de 2-0.
Este club tuvo sus inicios en el municipio de Tonalá, Jalisco, con el nombre de "Panteras de Tonalá", y fue en el año 2004 cuando el equipo adoptó el nombre "Vaqueros de Ixtlán" con el que actualmente se identifican, quedando como responsables el Lic. Antonio Ibarra (presidente del club) y el entrenador Vicente Esparza quienes anteriormente presentaron un proyecto al Ayuntamiento de Ixtlán del Río, Nayarit. Una vez que fue aprobado el proyecto por el Ayuntamiento, se establecieron en dicha ciudad. En el mes de enero de 2005, se inscribió el equipo de la Segunda División una vez que fuera conformado en la liga regional de la Ciudad de Guadalajara, Jalisco, para irlo fogueando y que estuviese listo para el arranque del torneo del 2005.
El club llegó a contar con 6 equipos profesionales, 1 en Segunda División que era el principal club, y 5 filiales en Tercera. 
El club dejó de competir de manera profesional en 2018 cuando solo contaba con un equipo en la Tercera División, el cual fue vendido y convertido en otra escuadra llamada Deportivo Cimagol, sin embargo, se mantuvo el club como tal al conservar las escuelas de fútbol y equipos juveniles en las ligas amateur.

## Jugadores

### Jugadores destacados
- Luis Ángel Morales, actualmente en el Atlético La Paz.

## Palmarés

### Torneos nacionales
- Tercera División de México (1): 2010-2011.

## Temporadas
| Temporada | División  | Posición                    |
| --------- | --------- | --------------------------- |
| 2015/16   | 5.Tercera | 1.º Grupo X (Octavos)       |
| 2016/17   | 5.Tercera | 1.º Grupo X (Diesiseisavos) |

Vaqueros "B"
| Temporada | División           | Posición                    |
| --------- | ------------------ | --------------------------- |
| 2016/2017 | 5.Tercera División | 2o. Grupo X (Diesiseisavos) |
| 2017/2018 | 5.Tercera División | 17o. Grupo XI               |